# Liste der Bürgermeister von Leonding
Liste der Leondinger Bürgermeister.

## 1919 bis 1945
| Bürgermeister der Stadt Leonding 1919 bis 1945 | Bürgermeister der Stadt Leonding 1919 bis 1945                     | Bürgermeister der Stadt Leonding 1919 bis 1945 | Bürgermeister der Stadt Leonding 1919 bis 1945 |
| Name                                           | Beschreibung                                                       | Partei                                         | Amtszeit                                       |
| ---------------------------------------------- | ------------------------------------------------------------------ | ---------------------------------------------- | ---------------------------------------------- |
| Franz Lugmayr                                  | Bundesbahner                                                       | Soz. Demokr.                                   | 1919 bis 1922                                  |
| Alfons Wagenhofer                              | Besitzer des Schlosses Rufling                                     | Bürgerliche Einheitsliste                      | 1922 bis 1926                                  |
| Karl Schrattenholzer                           | Bundesbahner                                                       | Soz. Demokr.                                   | 1926 bis 1934                                  |
| Franz Bäck                                     | Besitzer des Raidengutes in Leonding und des Mayrgutes in Aichberg | Vaterländische Front                           | 1934 bis 1938 und 1945 bis 1946                |
| Josef Miesenberger                             | Besitzer des Nöbauerngutes                                         | NSDAP                                          | März bis November 1938 und 1941 bis 1945       |
| Ernst Mayr                                     | Lehrer                                                             | NSDAP                                          | 1938 bis 1941                                  |

## Ab 1945
| Bürgermeister der Stadt Leonding seit 1945 | Bürgermeister der Stadt Leonding seit 1945 | Bürgermeister der Stadt Leonding seit 1945 | Bürgermeister der Stadt Leonding seit 1945                   |
| Name                                       | Beschreibung                               | Partei                                     | Amtszeit                                                     |
| ------------------------------------------ | ------------------------------------------ | ------------------------------------------ | ------------------------------------------------------------ |
| Josef Lehner                               | Bundesbahnbeamter                          | SPÖ                                        | 1946 bis 1961                                                |
| Franz Klafböck                             | Bundesbahnbeamter                          | SPÖ                                        | 1961 bis 1968                                                |
| Leopold Finster                            | Tischler und techn. Angestellter           | SPÖ                                        | 1968 bis 1982                                                |
| Leopold Kronsteiner                        | Postbeamter                                | SPÖ                                        | 1982 bis 1997                                                |
| Herbert Sperl                              | Jurist                                     | SPÖ                                        | 1997 bis 2008                                                |
| Walter Brunner                             | Angestellter                               | SPÖ                                        | 2008 bis 2019                                                |
| Sabine Naderer-Jelinek                     | Angestellte                                | SPÖ                                        | interimistisch seit 20. Februar 2019 gewählt am 26. Mai 2019 |